# 格魯吉亞宗教
格魯吉亞宗教（2014）

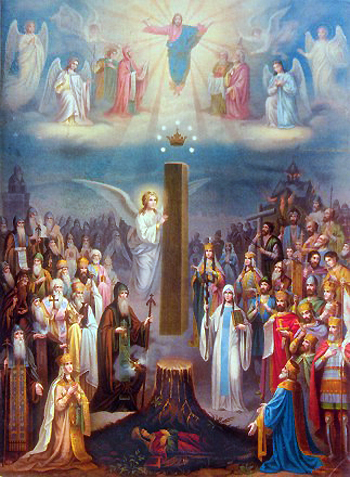
格魯吉亞正教會為該國的主要宗教

格魯吉亞主要宗教是基督教，最大教派為東正教，其中格魯吉亞正教會佔83.4％的人口，約1％屬於俄羅斯正教會。約有2.9％的人口是亞美尼亞使徒教會，信徒主要是亞美尼亞人。 穆斯林佔總人口的10.7％主要存在於阿查拉和下卡尔特利大區。 天主教信徒佔0.8％，主要在分佈在格魯吉亞南部。 第比利斯也有一個大的猶太人社群，由兩個猶太會堂服務。
格魯吉亞使徒正教會是世界上最古老的基督教會之一，由使徒安得烈於公元1世紀建立。在公元四世紀上半葉，基督宗教被訂定為國教，提供了強烈的國家認同感，有助於維護格魯吉亞民族的身份。
儘管曾經與周邊國家發生過衝突，格魯吉亞在其邊界內的宗教和諧歷史悠久。不同的宗教的少數民族在格魯吉亞生活了幾千年，在該國並不存在宗教歧視。 猶太人社群遍布格魯吉亞全國，主要集中在兩個最大的城市第比利斯和庫塔伊西。阿塞拜疆族在格魯吉亞信仰了幾個世紀的伊斯蘭教，亞美尼亞使徒教會的教義與格魯吉亞正教會的教義在某些方面有所不同。

## 宗教人口
根據2014年人口普查，格魯吉亞83.4％的人口表示是東正教基督徒，10.7％是穆斯林，2.9％的亞美尼亞使徒教會基督徒和0.5％的天主教基督徒。在蘇聯時期（1921 - 1990年），教會和神父數量銳減，宗教教育在格魯吉亞幾乎不存在。自1991年獨立以來，格魯吉亞東正教會的信徒人數顯著增加。該教會擁有4所神學院，2所學院，數所學校和27所教會教區；有700名神父，250名修士和150名修女。
亞美尼亞使徒教會，天主教會，猶太教和伊斯蘭教與格魯吉亞正教會並存。許多亞美尼亞人居住在贾瓦赫蒂南部地區。伊斯蘭教盛行於格魯吉亞東部的阿塞拜疆族和北高加索族裔社群。信仰新教路德宗的德國裔從1817年開始在格魯吉亞定居，而亞茲迪在格魯吉亞已經有好幾個世紀的歷史。
蘇聯解體（1991）後，新教教派有顯著發展。包括浸信會（由俄羅斯人，格魯吉亞人，亞美尼亞人，奧塞梯人和庫爾德人組成）、基督復臨安息日會 、五旬節派（格魯吉亞人和俄羅斯人）。

## 基督宗教

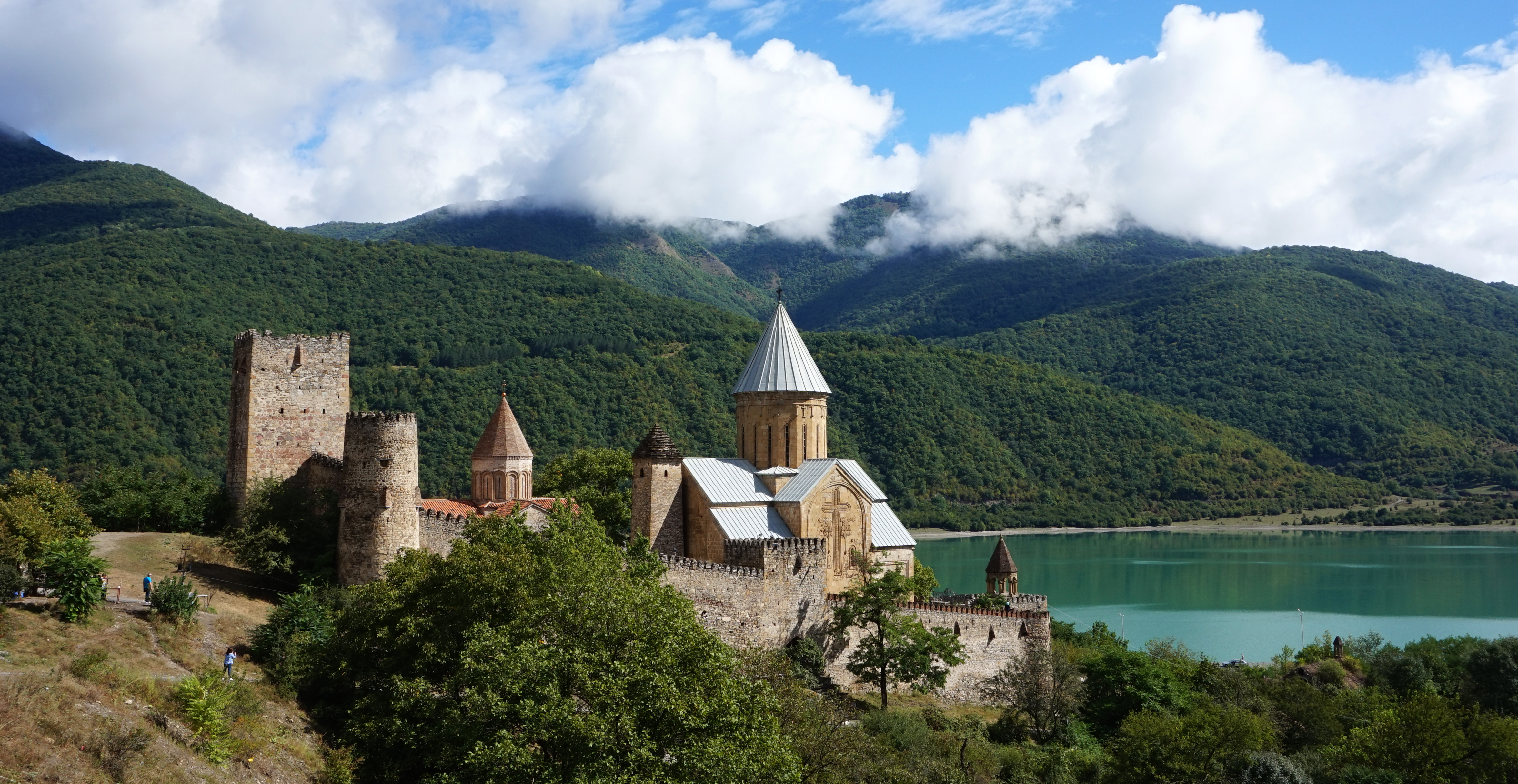
阿纳努里修道院

基督信仰由使徒安得烈於公元1世紀傳到格魯吉亞。在公元337年 ，基督宗教被高加索伊比利亞王國訂定為國教。 在基督宗教傳進格魯吉亞前，該地區的宗教信仰有密特拉，異教信仰和瑣羅亞斯德教。
基督宗教逐漸取代了除瑣羅亞斯德教之外的所有原始宗教後，格魯吉亞成為伊斯蘭世界和基督教世界之間的衝突的前線。儘管穆斯林力量一直入侵，並長期受外來政權及宗教統治，格魯吉亞人仍然是基督徒而沒有改宗。格魯吉亞的基督宗派除了格魯吉亞正教會外，還有亞美尼亞使徒教會、俄羅斯正教會以及格魯吉亞天主教會，這些教會大部分都遵循拉丁禮儀或亞美尼亞禮儀。
2015年的一項研究估計，由穆斯林改宗的約1300名基督徒中，大多信仰基督新教。

## 伊斯蘭教
格魯吉亞的伊斯蘭教在公元645年第三任哈里發奧斯曼·伊本·阿凡統治期間傳入；在此期間，提比里西埃米爾國成為伊斯蘭世界與北歐之間的貿易中心。穆斯林占格魯吉亞人口的9.9％，格魯吉亞有兩個主要的穆斯林團體：遜尼派中的哈乃斐派和什葉派中的十二伊瑪目派。

## 猶太教
猶太人在格魯吉亞有兩千多年的歷史。現今在該國家有一個小的猶太人社群（根據2002年的人口普查，有3541人）。 儘管猶太人在1970年代的時候人口數曾超過了10萬人，蘇聯解體後，大部分的猶太人都移居回到以色列。格魯吉亞剩下的大部分猶太人居住在第比利斯，並由兩座猶太會堂服務。

## 巴哈伊教
巴哈伊教在1850年傳入格魯吉亞地區。 在蘇聯的宗教壓迫政策期間，格魯吉亞的巴哈伊教與其他地方與巴哈伊失去了聯繫。1991年年成立第一屆巴哈伊靈體會後，格魯吉亞的巴哈伊在1995年選出了第一屆全國精神議會。

## 宗教自由
格魯吉亞憲法規定了宗教自由，政府在實踐中普遍尊重這一權利。公民一般不會干涉傳統的宗教團體；但有報告稱對非傳統宗教團體實行暴力和歧視。

## 扩展閱讀
- Charles, Robia: "Religiosity in Armenia, Georgia and Azerbaijan" in the Caucasus Analytical Digest No. 20 （页面存档备份，存于）
- Baramidze, Ruslan: "Ethnic Georgian Muslims: A Comparison of Highland and Lowland Villages" in the Caucasus Analytical Digest No. 20 （页面存档备份，存于）